# Viola renifolia
Espèce
Classification APG III (2009)
Viola renifolia (aussi appelé violette réniforme) est une espèce de plantes à fleurs de la famille des Violaceae, originaire d'Amérique du Nord. Elle pousse au Canada et dans le nord des États-Unis.